# 御津町西方
御津町西方（みとちょうにしがた）は、愛知県豊川市の地名。

## 地理
旧御津町中央部に位置する。西は御津町泙野、南は三河湾・御津町御馬、北は御津町広石に接する。

### 字一覧
- 揚浜（あげはま）[WEB 6]
- 入浜（いりはま）[WEB 6]
- 井領田（いりようだ）[WEB 6]
- 狐塚（きつねづか）[WEB 6]
- 九策（くさく）[WEB 6]
- 源農（げんのう）[WEB 6]
- 小貝津（こがいつ）[WEB 6]
- 下浜道（しもはまみち）[WEB 6]
- 常ノ口（じようのくち）[WEB 6]
- 長田（ちようだ）[WEB 6]
- 樋田（といだ）[WEB 6]
- 中道（なかみち）[WEB 6]
- 中屋敷（なかやしき）[WEB 6]
- 梨野（なしの）[WEB 6]
- 浜田（はまだ）[WEB 6]
- 日暮（ひぐらし）[WEB 6]
- 広田（ひろた）[WEB 6]
- 松本（まつもと）[WEB 6]
- 宮長（みやなが）[WEB 6]

### 交通
- JR東海道本線[1]
- 東海道新幹線[1]
- 国道23号（平坂街道）[1]
- 愛知県道東三河環状線[1]

### 施設
- 豊川警察署御津交番[1]
- 御津郵便局[1]
- 愛知御津農協[1]
- 中央公民館[1]
- 西方公民館[1]
- 資料展示室[1]
- みなと団地[1]
- 狐塚団地[1]
- みと保育園[1]
- 豊川信用金庫支店[1]
- 蒲郡信用金庫支店[1]
- 商工会館[1]
- 広幡神社[1]
- 曹洞宗忠勝寺[1]
- 東光寺[1]

- 広幡神社

## 歴史

### 人口の変遷
国勢調査による人口および世帯数の推移。
| 2010年（平成22年） | 998世帯 2649人  |  |
| 2015年（平成27年） | 966世帯 2502人  |  |
| 2020年（令和2年）  | 1022世帯 2488人 |  |

### WEB
1. ↑  “愛知県豊川市の町丁・字一覧”.   人口統計ラボ. 2024年5月1日閲覧。
2. ↑  “大字別世帯数人口集計表” (XLSX). 豊川市ホームページ.   豊川市役所. 2024年12月1日閲覧。
3. ↑  “読み仮名データの促音・拗音を小書きで表記するもの(zip形式) 愛知県” (zip).   日本郵便 (2024年2月29日). 2024年3月26日閲覧。
4. ↑  “市外局番の一覧” (PDF).   総務省 (2022年3月1日). 2022年3月22日閲覧。
5. ↑  “ナンバープレートについて”.   一般社団法人愛知県自動車会議所. 2024年1月21日閲覧。
6. 1 2 3 4 5 6 7 8 9 10 11 12 13 14 15 16 17 18 19  “愛知県豊川市御津町西方の住所一覧”.   ゼンリン. 2025年1月13日閲覧。
7. ↑  総務省統計局 (2012年1月20日). “平成22年国勢調査の調査結果(e-Stat) - 男女別人口及び世帯数 －町丁・字等” (CSV). 2021年7月21日閲覧。
8. ↑  総務省統計局 (2017年1月27日). “平成27年国勢調査の調査結果(e-Stat) - 男女別人口及び世帯数 －町丁・字等” (CSV). 2021年7月21日閲覧。
9. ↑  総務省統計局 (2022年2月10日). “令和2年国勢調査の調査結果(e-Stat) - 男女別人口，外国人人口及び世帯数－町丁・字等” (CSV). 2023年8月2日閲覧。

### 書籍
1. 1 2 3 4 5 6 7 8 9 10 11 12 13 14 15 16 17 18 19 20 21  「角川日本地名大辞典」編纂委員会 1989, p. 2023.